# Голембев-Старий
Голембев-Старий (пол. Gołębiew Stary) — село в Польщі, у гміні Кутно Кутновського повіту Лодзинського воєводства.
У 1975-1998 роках село належало до Плоцького воєводства.